# Benjamin Thompson
Sir Benjamin Thompson, comte de Rumford, (26 març 1753, Woburn, Massachusetts - 21 agost 1814, Auteuil, França), fou un físic i inventor angloamericà, administrador del govern, i un dels fundadors de la Royal Institution of Great Britain de Londres. Les seves investigacions sobre la calor van bolcar la teoria que la calor és una forma líquida de la matèria i establir els principis de la teoria moderna que la calor és una forma de moviment.

## Biografia

### Els primers anys

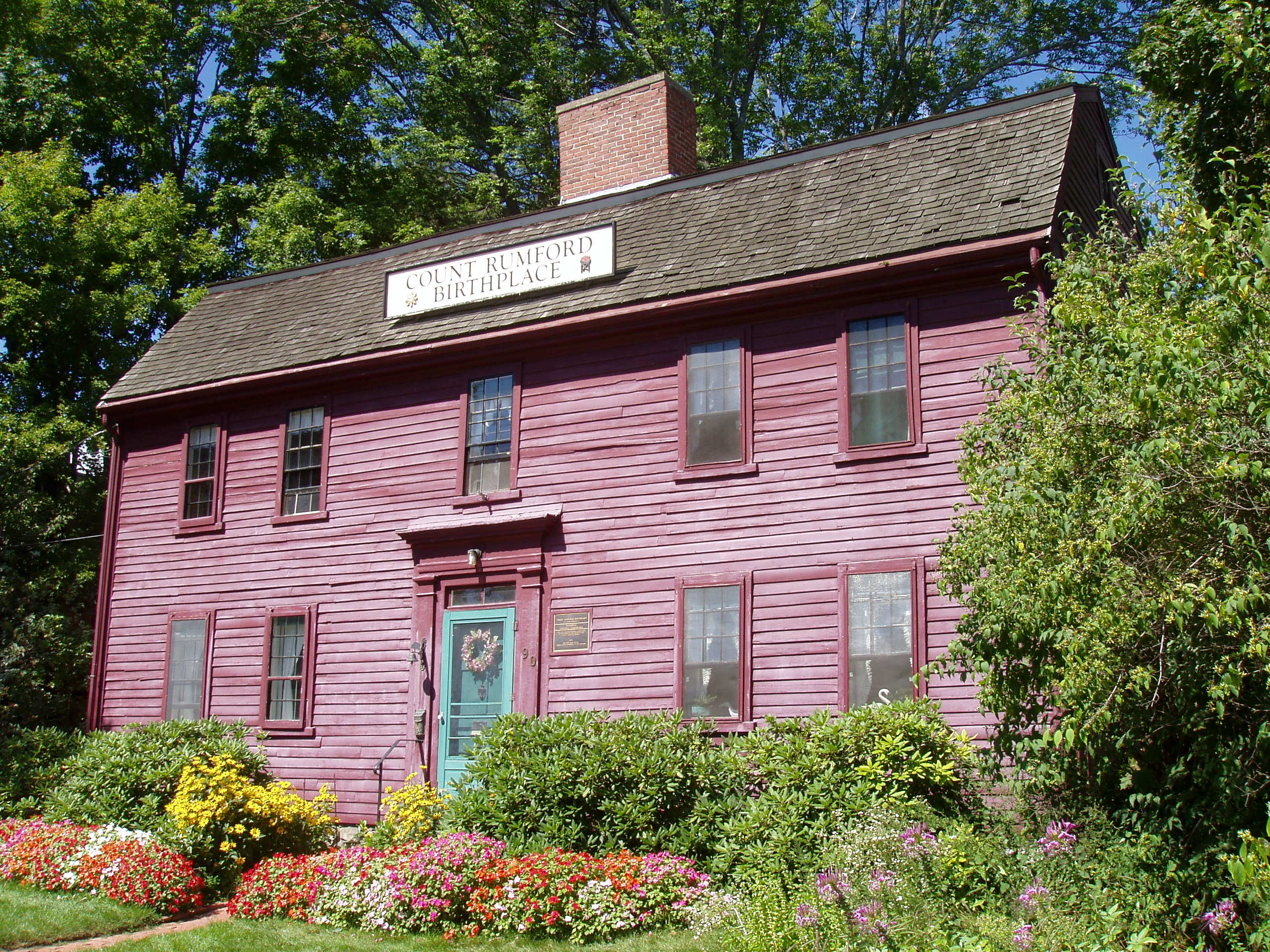
Casa on naixé a Woburn

Thompson procedia d'una família que s'havia establert a Nova Anglaterra des de mitjans del segle xvii, i eren agricultors moderadament rics. El seu pare morí quan ell era molt nin, i la seva mare es tornà a casar aviat. Adquirí de ben jove un profund interès pels llibres i pels instruments científics. A l'edat de catorze anys tenia coneixements prou avançats en àlgebra, geometria i astronomia per calcular un eclipsi solar amb quatre segons de precisió. En 1766 fou aprenent d'un comerciant a Salem, Nova Anglaterra, al mateix temps que realitzava experiments químics i mecànics. L'esclat de la Guerra de la Independència posà fi al comerç del seu amo, i sortí de Salem cap a Boston, on també fou assistent en una altra botiga. Als dinou anys conegué Sarah Walker Rolfe (1739-1792), una vídua rica catorze anys més gran que ell, amb la qual es casà. D'aquesta manera passà a gestionar els béns de la seva esposa a Concord, New Hampshire, i ajudar a John Wentworth, el governador britànic de New Hampshire, amb alguns experiments agrícoles.
Per recompensar Thompson, el 1773 Wentworth li encarregà comandar la milícia de New Hampshire. Thompson actuà com a informant per als britànics la qual cosa despertà el rancor dels seus companys colons, i l'obligaren a fugir cap a Boston, deixant la seva esposa i la petita filla Sarah Thompson (1774-1852). Mai tornà a veure la seva dona, i només veié a la seva filla breument molts anys més tard, quan vivia a França.

### Guerra de la Independència

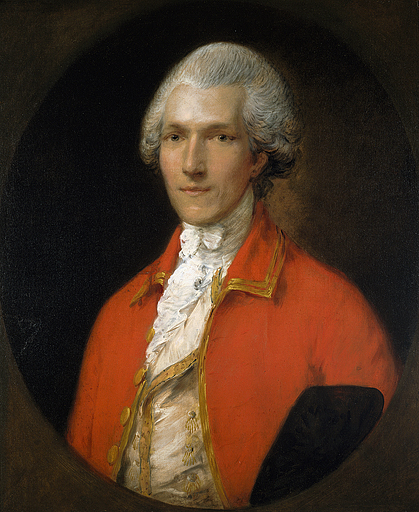
El Comte Rumford el 1783, retrat de Thomas Gainsborough

A Boston treballà breument per al general Thomas Gage, l'oficial britànic de més rang en la Colònia de la Badia de Massachusetts. Quan començà la revolució americana el 1776 Boston fou evacuat per les tropes reials i Thompson fou elegit per Governador Wentworth per portar despatxes a Anglaterra. A la seva arribada a Londres Lord George Germain, secretari d'estat, l'agafà com ajudant. Als quatre anys assolí el càrrec de sota-secretari d'estat per a les colònies. Els seus deures oficials, tanmateix, no interferiren amb la seva recerca científica, i el 1779 fou elegit membre de la Royal Society. Entre els temes que investigà en destaca la força explosiva de pólvora, la construcció d'armes de foc, i un sistema d'assenyalar a la mar. Amb la caiguda del govern de Frederick North, el març de 1782, deixà el servei civil i fou nomenat comandant de cavalleria a les províncies d'Amèrica. Però la Guerra d'Independència era pràcticament al final, i el 1783 deixà el servei actiu, amb la posició de lloctinent-coronel.

### Polític a Baviera

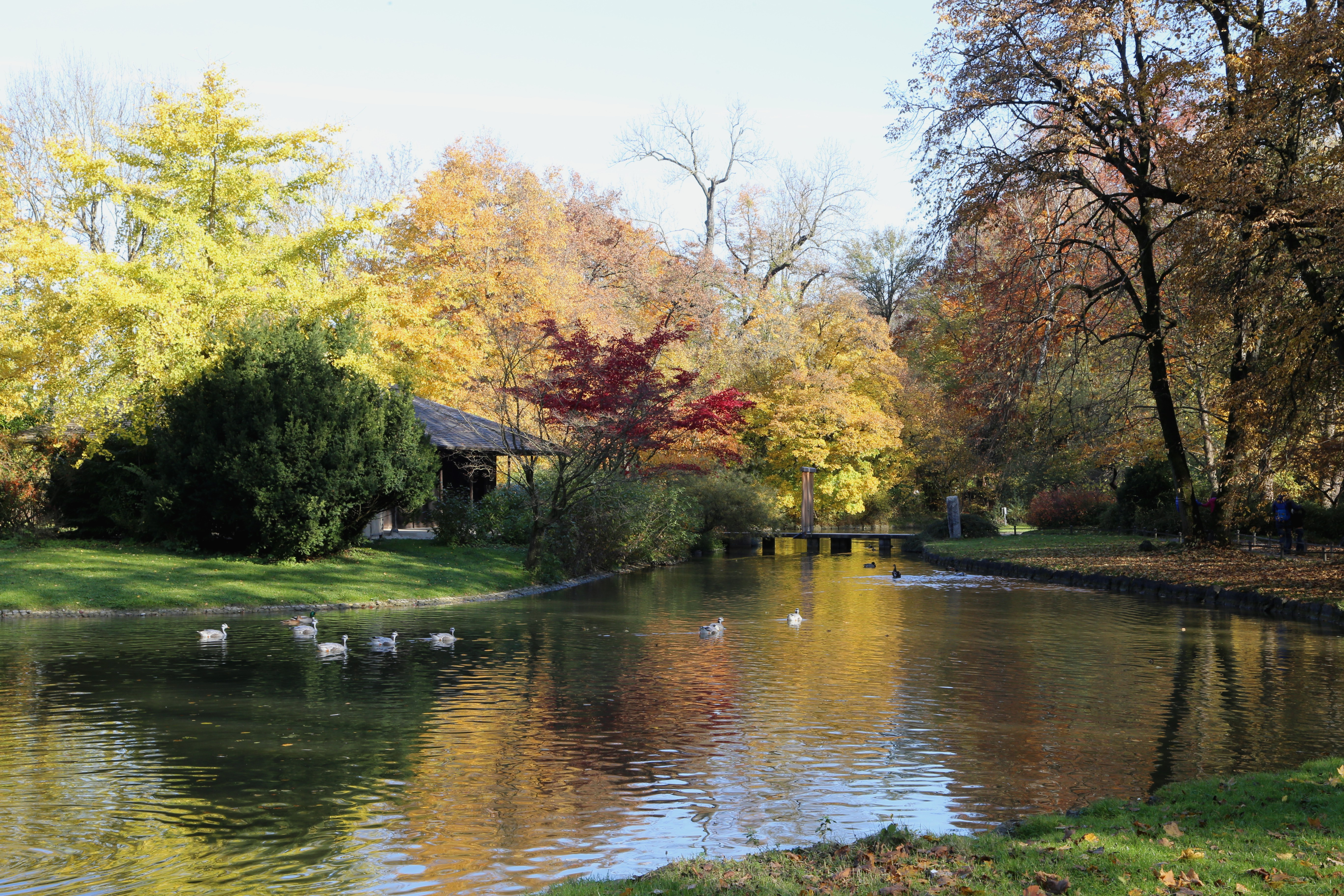
Jardí Anglès de Múnic

En 1784 s'uní a la cort de Carles Teodor, elector de Baviera. Durant onze anys romangué a Múnic com a ministre de la Guerra, ministre de Policia, i gran camarlenc de l'elector. Els seus llocs de treball polítics i cortesans, però, no absorbiren tot el seu temps, com ho demostren una sèrie d'articles que publicà a Philosophical Transactions. Reorganitzà l'exèrcit bavarès; millorà enormement la situació de les classes industrials a tot el país, proporcionant-treball i instruir-los en la pràctica de l'economia nacional; suprimí bona part de la mendicitat; dissenyà el Jardí Anglès, un dels principals parcs de Múnic. Per les seves contribucions a la construcció de la força defensiva de Baviera, el 1793 fou nomenat comte del Sacre Imperi Romà i prengué el nom de "Comte de Rumford", nom original de la ciutat de Concord a New Hampshire.

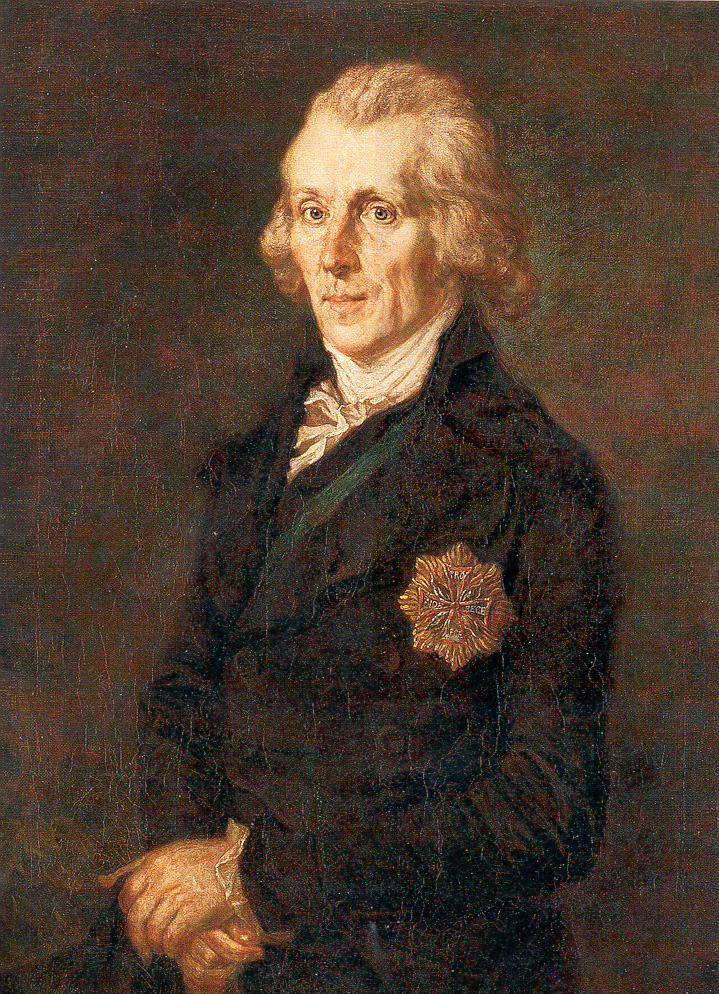
El Comte Rumford

### Filantrop a Londres i París

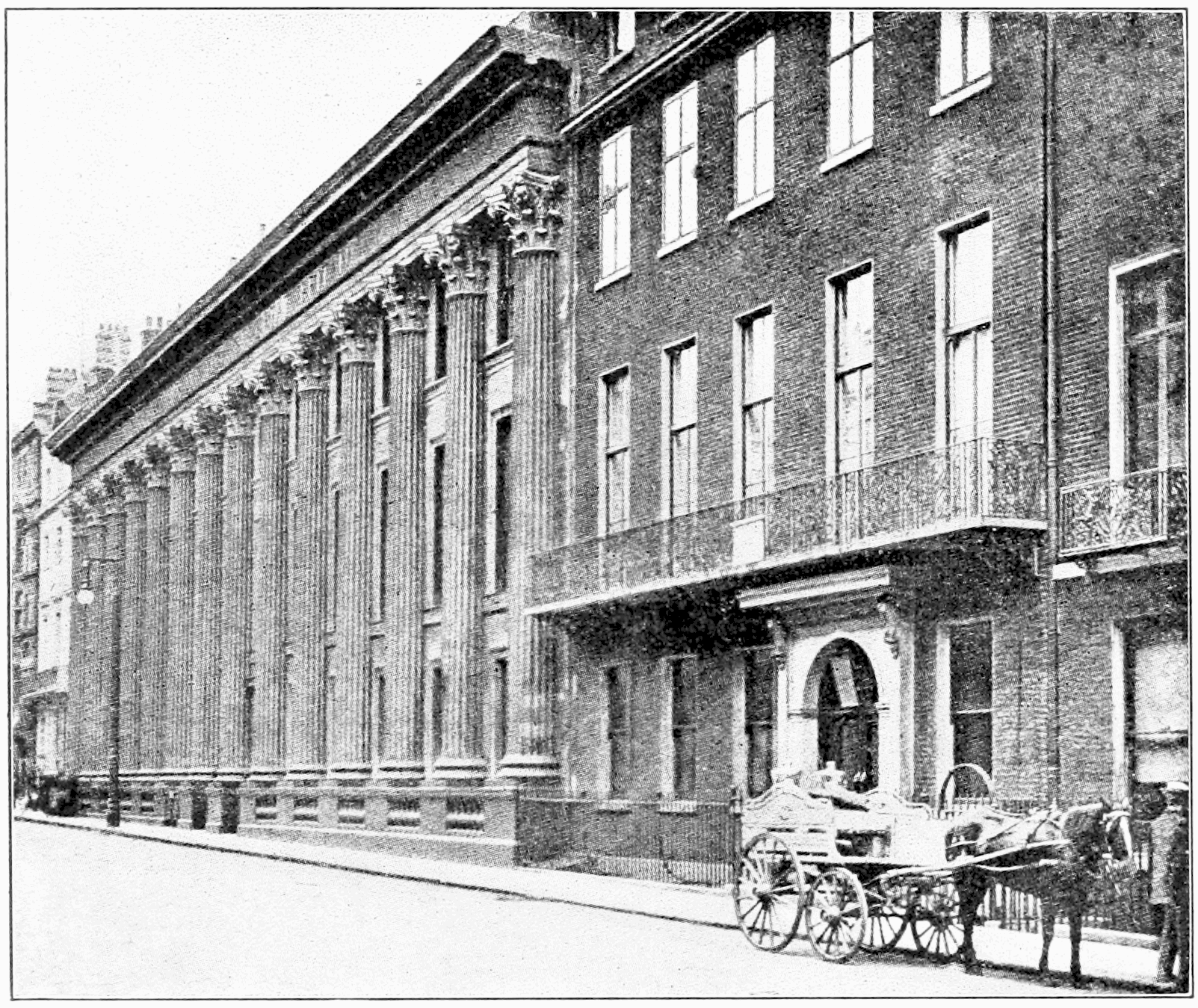
Façana de la Royal Institution a Londres

Després de passar breument per Londres el 1800, Thomson anà a París, on el 1805 es casà amb la vídua d'Antoine Lavoisier, Marie-Anne Paulze. Aquest matrimoni fou un fracàs i dos anys més tard es van separar. Thompson es retirà a Auteuil, als afores de París, on durant la resta de la seva vida treballà amb energia i amb molt d'èxit en la física i la tecnologia aplicada.
Com a filantrop establí premis considerables per a la investigació científica excepcional, per ser atorgat per l'Acadèmia Americana de les Arts i les Ciències, de la qual n'era membre estranger honoraris des del 1789; i per la Royal Society de Londres (Medalla Rumford). També proporcionà els fons per iniciar la Royal Institution de Londres, que més tard aconseguí gran prestigi científic sota la direcció de Humphry Davy i Michael Faraday.

## Obra científica
Durant el segle xviii la calor s'entenia com un fluid indestructible, al qual Antoine Lavoisier havia donat el nom de "calòric". El 1798 Thompson, com a ministre de la Guerra de l'elector de Baviera, realitzà experiments crucials quant a la negació de l'existència del calòric. Mentre veia el barrinament horitzontal de l'ànima d'un canó a l'arsenal militar de Múnic, Thompson fou colpejat per la gran quantitat de calor que es produïa en el procés. Això era difícil d'explicar sobre la base de la teoria calòrica del moment. Semblava que si es continuava barrinant seria capaç de produir una quantitat inextingible de calòric, que no podria contenir possiblement la limitada quantitat de metall al canó. Thompson decidí dur a terme un experiment en condicions més controlades. Disposà un canó de bronze en una caixa de fusta que contenia 19 lliures d'aigua freda, i utilitzà un equip de cavalls per fer girar una barrina d'acer esmussada dins l'ànima del canó. Després de 2,5 hores, l'aigua bullí. Thompson escrigué: Seria difícil descriure la sorpresa expressada en els rostres dels transeünts en veure tan gran quantitat d'aigua freda que s'escalfa, i de fet va fer bullir, sense cap tipus de foc.

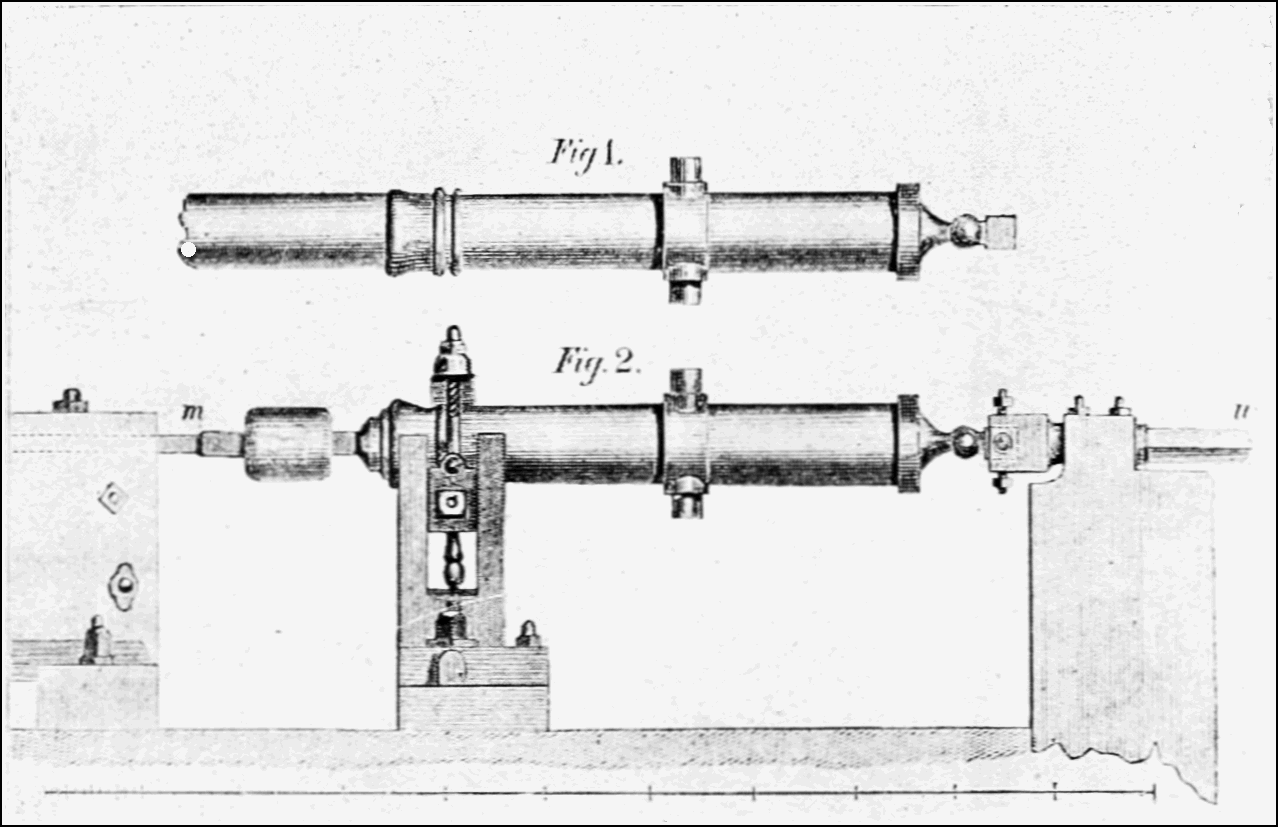
Experiment de Thompson del barrinament de l'ànima d'un canó

Thompson suggerí que qualsevol cosa que un òrgan aïllat pot subministrar sense limitació no és possible que sigui un fluid material. L'única cosa que podria ser comunicada d'aquesta manera era el moviment, en aquest cas el moviment de la broca d'acer que va produir per primera vegada calor en la forma del moviment molecular de les molècules de canó, que després es transmeten a l'aigua com a moviment aleatori de les molècules. Per tant, d'acord amb Thompson, la calor era una forma de moviment molecular aleatori. Publicà aquesta investigació el 1798 en el famós article: An Experimental Enquiry Concerning the Source of the Heat which is Excited by Friction. Amb aquest i altres experiments que realitzà, Thompson havia demostrat que no existia un fluid calòric, però no havia vist l'íntima connexió que existeix entre la calor, treball i energia. Aquesta connexió arribà més tard amb la investigació de Sadi Carnot, Julius Robert Mayer, James Joule i Hermann von Helmholtz.
A més d'aquesta investigació pionera en el treball i la calor, Thompson realitzà un extraordinari nombre d'importants contribucions a la ciència aplicada. Estudià les propietats aïllants de la tela i la pell s'usa en uniformes de l'exèrcit, i el valor nutritiu de diversos aliments i líquids. Es decidí que la sopa espessa i cafè eren les millors fonts de força per a qualsevol exèrcit en la batalla; i introduí la papa com a aliment al centre d'Europa. Dissenyà un gran nombre de tipus de cafeteres de degoteig i introduí el primer rang de la cuina, el bany de Maria, i la caldera de pressió que es troba a les cuines modernes. Thompson també dissenyà millors xemeneies i sistemes de vapor de calefacció per a habitatges.

## Treballs publicats
- Obra completa. Volum 1.[7]
  - Conté una biografia detallada i la cronologia d'alguns dels seus treballs.
- Obra completa. Volum 2.[8]
- Obra completa. Volum 3.[9]
- Obra completa. Volum 4.[10](Pot descarregar-se a Archive).
- Obra completa. Volum 5.[11]
- Un tractat sobre el menjar i un sistema per a alimentar els pobres: An Essay on Food, and particularly on feeding the poor.[12]